# Katalin Karády
Karády Katalin (Budapest, 8 dicembre 1910 – New York, 8 febbraio 1990) è stata un'attrice e cantante ungherese naturalizzata statunitense.

## Biografia

### Primi anni
Karády, il cui vero nome era Katalin Mária Kanczler, è nata a Budapest l'8 dicembre 1910. Ha trascorso la sua infanzia nel quartiere Kőbánya in grande povertà con sette fratelli. Era figlia di Rozália Lőrinc e del calzolaio Ferenc Kanczler che Katalin ricordava essere stato una persona aggressiva. Aiutata da un'organizzazione di carità, ha trascorso cinque anni in Svizzera e nei Paesi Bassi. Dopo il ritorno a casa, ha studiato in una Women's Marketing school, e già era famosa per la sua bellezza.
Per la conoscenza delle lingue acquisita negli anni precedenti, il suo abbigliamento semplice e la vivace richiesta di pulizia si distingueva dai suoi compagni di classe.
Nel 1931, dopo la morte del padre, si è sposata con Rezső Varga, un funzionario doganale di 30 anni più vecchio di lei, ma hanno divorziato dopo pochi mesi.
Ha iniziato a recitare nel 1936, prendendo lezioni da Ernő Tarnay e Artúr Bárdos. Dopo aver attirato le attenzioni del giornalista Zoltán Egyed in un bar di Budapest, che le ha anche proposto di prendere il cognome Karády, è stata presentata a Ilona Aczél, un'ex attrice nella cui scuola di recitazione, nei seguenti tre anni, ha imparato i principi fondamentali della professione, canto incluso.
La prima rappresentazione di Karády è stata all'inizio degli anni '30, poi nei teatri di Dániel Jób: tra il 1931 e il 1941, è apparsa nel Pesti Színház e Vígszínház in diversi ruoli teatrali.

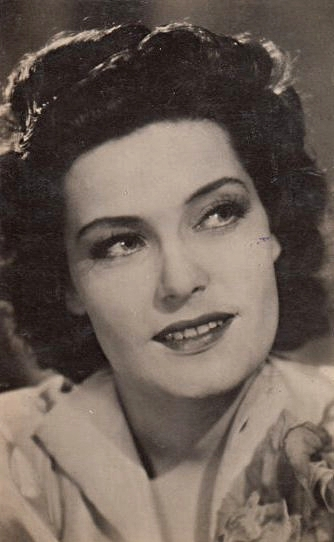
Katalin Karády nel 1940

### Diventare una stella
Il suo primo ruolo in un film, Halálos tavasz (Primavera mortale) nel 1939, le ha dato immediata fama come diva e sex-symbol, sostenuta dalla sua voce bassa, e come una femme fatale. Nei successivi nove anni, ha lavorato in 20 film. Zoltán Egyed, diventato suo manager, ha creato con successo un'immagine di stella stile Hollywood con il risultato che migliaia di fans in tutto il Paese cercavano di imitare il suo abbigliamento, la sua acconciatura e il suo comportamento. La vita personale di Karády è stata sempre al centro d'attenzione malvagia, voci contrastanti la davano ora mangiatrice di uomini, ora lesbica. I pettegolezzi sono stati ancora più scatenati per una relazione intima che lei avrebbe avuto con István Ujszászy,capo dei servizi segreti militari del governatore Miklós Horthy, che le era stato presentato e che le aveva acquistato una villa.

### Caduta di stella
Dopo l'invasione tedesca dell'Ungheria le autorità hanno fatto pressioni su Karády bandendo le sue canzoni dalla Radio Ungherese, il suo nuovo film Machita dai teatri, e il blocco della produzione in corso di Gazdátlan asszony (Donna senza padrone); in seguito la squadra ha terminato il film con l'attrice Erzsi Simor). Nel 1944 è stata arrestata con l'accusa di spionaggio a favore delle Forze alleate.
Karády è stata incarcerata per tre mesi durante i quali è stata torturata e picchiata quasi a morte; è stata salvata dagli amici del maggiore generale Ujszászy quando ormai era ridotta in condizioni sia fisicamente che emotivamente disastrose. Nonostante le sue personali sventure, viveva nella capitale devastata dalla guerra anche salvando numerose famiglie ebree che, lungo la riva del Danubio, attendevano di essere fucilate dalle guardie del Partito delle Croci Frecciate, salvataggio che otteneva in cambio di effetti personali e gioielli che aveva salvato dal suo appartamento svaligiato. Ha ospitato alcuni bambini in casa per prendersi cura di loro fino al termine dei combattimenti. Nell'estate del 1945 è arrivata la notizia da Mosca che il generale Ujszászy era morto (in seguito la notizia si rivelò essere falsa ) e Karády ha iniziato a soffrire di crisi depressive ed è restata a letto per nove mesi.

### Gli ultimi anni
Dopo la guerra, Karády venne progressivamente ignorata. Tra il 1945 ed il 1948 è apparsa nel Operettszínház in alcuni ruoli principali, la nuova produzione cinematografica ungherese non contava su di lei (oltre a due film, Campi caldissimi è stato il suo ultimo ruolo). Per l'essere stata una star popolare dell'era di Miklós Horthy, non c'erano ruoli per lei nel nuovo regime comunista. Nel 1949 tutti i suoi film sono stati banditi come pure le sue apparizioni teatrali. Le era possibile lavorare solo in piccoli locali in campagna davanti ad un pubblico spesso ubriaco e aggressivo. Karády ha lasciato definitivamente l'Ungheria nel 1951. Prima ha vissuto a Salisburgo in Austria, poi in Svizzera e poi per un anno a Bruxelles. Nel 1953, ha vissuto a San Paolo in Brasile inaugurando un negozio di moda. Finalmente nel 1968 grazie all'intervento di Ted Kennedy e poi di Robert Kennedy ha ricevuto il visto e si è trasferita a New York, per l'apertura di un proprio salone di cappelli.
Raramente si esibiva solo per gli amici e ha vissuto una vita ritirata rifiutandosi di apparire nei media.
Per il suo 70º compleanno ha ricevuto l'invito del governo a tornare in Ungheria e Karády ha inviato solo un cappello lasciando i funzionari sconcertanti.
È morta l'8 febbraio 1990. Il 19 febbraio il suo corpo è stato trasferito in Ungheria, un servizio commemorativo si è tenuto presso la Basilica di Santo Stefano (Budapest) ed è stata poi sepolta nel Cimitero di Farkasrét.
Il film del 2001 Hamvadó cigarettavég di Péter Bacsó è dedicato alla sua memoria. Nel 2004, per i suoi atti coraggiosi durante la seconda guerra mondiale, ha ricevuto postuma la medaglia Giusto dall'Istituto Yad Vashem.

## La sua eredità
Nel suo paese d'origine, Karády durante l'era comunista fu dimenticata e sconosciuta alle giovani generazioni negli anni sessanta e settanta del Novecento. È stata riscoperta nei primi anni ottanta del Novecento, soprattutto per l'album Sohase mondd (1982 - Non dire mai ) della cantante/attrice Judit Hernádi, un omaggio allo stile e al talento di Karády.

## Ruoli teatrali
- Szabolcs Fényes: Maya....Maya
- William Somerset Maugham – Atkins Zoe: La donna ed il Satano....Lady Elizabeth
- János Bókay: Prim'amore....Gabi
- Edward Sheldon: Romance....Rita
- Michail Arcybašev: Gelosia....Jelena
- Fényes: Il bacio della regina....Izabella
- Viktor Jacobi: Sybill....Sybill
- Rudolf Halász: Giglio nero....Zia
- Ferenc Fendrik: Vera e famiglia....Vera
- Pál Ábrahám: Ballo in Savoy....La Tangolita

## Filmografia
- Halálos tavasz (1939) – (Primavera mortale)
- Erzsébet királyné (1940) – (Regina Sissy)
- Hazajáró lélek (1940) – (Anima ritornante)
- Egy tál lencse (1941) – (Un piatto di lenticchie)
- Ne kérdezd, ki voltam (1941) – (Non chiedere, chi ero)
- Kísértés (1941) – (Tentazione)
- A szűz és a gödölye (1941) – (La vergine e il bambino capra)
- Szíriusz (1942) – (Sirius)
- Tábori levelezőlap (cortometraggio) (1942) – (Cartolina campo)
- Halálos csók (1942) – (Bacio mortale)
- Csalódás (1942) – (Delusione)
- Alkalom (1942) – (Occasione)
- Valahol Oroszországban (cortometraggio) (1942) – (Da qualche parte in Russia)
- Külvárosi őrszoba (1942) – (Stazione di polizia suburbana)
- Egy szív megáll (1942) – (Un cuore si ferma)
- Ópiumkeringő (1942) – (Oppio valzer)
- Makrancos hölgy (1943) – (La bisbetica domata)
- Valamit visz a víz (1943) – (C'è qualcosa nell'acqua)
- Szováthy Éva (1943) – (Éva Szováthy)
- Boldog idők (1943) – (Momenti felici)
- Machita (1943–44) – (Machita)
- Hangod elkísér (cortometraggio) (1944) – (La tua voce mi ha accompagnato)
- Betlehemi királyok (cortometraggio) (1947) – (I re di Betlemme)
- Forró mezők (1948) – (Campi caldissimi)

## Canzoni

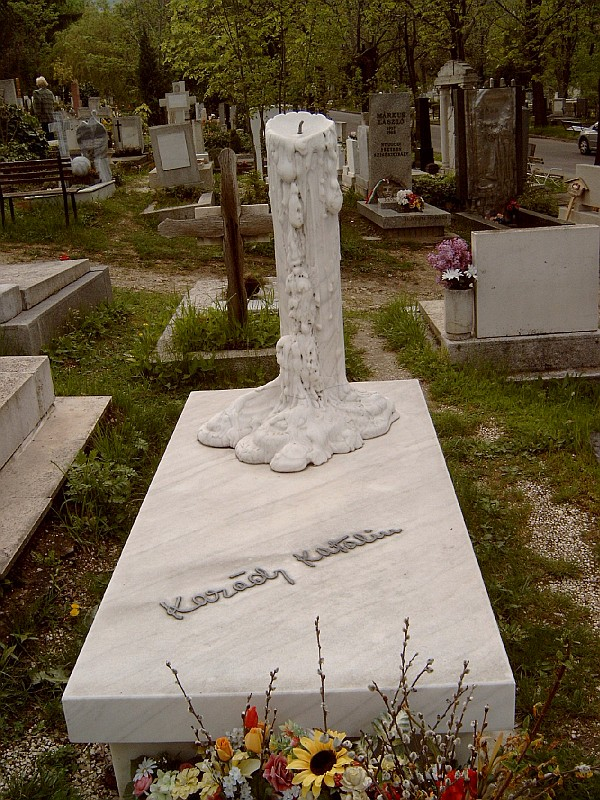
La sua tomba a Budapest

- Hamvadó cigarettavég (Mozzicone di una sigaretta bruciata)
- Valahol Oroszországban (Da qualche parte in Russia)
- Hiába menekülsz (Invano di fuggire)
- Ugye gondolsz néha rám? (Pensi di me a volte, vero?)
- Ezt a nagy szerelmet tőled kaptam én (Questo grand'amore l'ho ricevuto da te)
- Ne kérdezd, ki voltam! (Non chiedere, chi ero)
- Szeretlek én (Ti amo)
- Tudom, hogy vársz (So che m'aspetti)
- Mindig az a perc (Sempre quel minuto)
- Sohase mondd (Non dire mai)

## Discografia
- 1979 Karády Katalin (LP)
- 1982 Karády Katalin: Tudok egy dalt (LP)
- 1986 Karády Katalin: Te vagy a fény (LP)
- 1990 Karády Katalin: Nincs vége még (CD/MK)

## Colonna sonora
1979 nel film Szabadíts meg a gonosztól (Liberami dal male) (canzoni "Tudom, hogy vársz", "Mindig az a perc" e "Hamvadó cigarettavég")

## Recordi per film archivi
- 1980 Bizalom (solo voce sua)
- 1987 A Jávor